# Integral
«Integral» — песня английской поп-группы Pet Shop Boys. Это четвёртый сингл с альбома «Fundamental». Вышел в свет 8 октября 2007. Сингл доступен только для скачивания, а два ремикса на «Integral» были промоверсией к сборнику ремиксов «Disco Four».

## Список композиций
Download package:
1. «Integral» (PSB Perfect Immaculate 7" Mix)
2. «Integral» (Dave Spoon Mix)
3. «Integral» (Video)

Official Mixes:
1. «Integral» (PSB Perfect Immaculate Mix)
2. «Integral» (PSB Perfect Immaculate 7" Mix)
3. «Integral» (Dave Spoon Mix)
4. «Integral» (Dave Spoon Dub)
5. «Integral» (Cube Live Version)
6. «Integral» (Video)

## Высшие позиции в чартах
- Великобритания — 197 место.